# 말벌공장
《말벌공장》(영어: The Wasp Factory)은 스코틀랜드 작가 이언 뱅크스의 첫 소설 작품이다. 1984년에 출판되었으며 모두 12개의 챕터로 구성되어 있다. 대한민국에서는 열린책들을 통해 2005년 1월에 출판되었다. 일인칭 관점에서 쓰인 이 소설은 성적으로 불구라고 여기는 16살 소년 프랭크(Frank Cauldhame)가 그의 어린 시절에 대해 이야기하고 있다.

## 목차
1. 희생의 기둥
2. 뱀 공원
3. 벙커에서
4. 폭탄의 원
5. 꽃다발
6. 해골의 땅
7. 우주 침략자
8. 말벌 공장
9. 에릭에게 일어났던 일
10. 달리는 개
11. 탕자
12. 나에게 일어났던 일

## 같이 보기
- 이언 뱅크스